# Tete (provins)
Tete er en provins i Mozambique med en befolkning på 1.144.604 indbyggere og et areal på 100.724 km². Tete er provinsens hovedby. Cahora Bassa-dæmningen ligger i provinsen.
15°S 33°Ø / 15°S 33°Ø